# Hornorýnská nížina
Hornorýnská nížina je 330 km dlouhá a povětšinou 40 km široká. Leží na jihozápadě Německa a její jižní část má Německo a Francie půl na půl. Prostředkem nížiny teče řeka Rýn, které mezi Basilejí a Karlsruhe tvoří hranici mezi Německem a Francií.

## Geografie

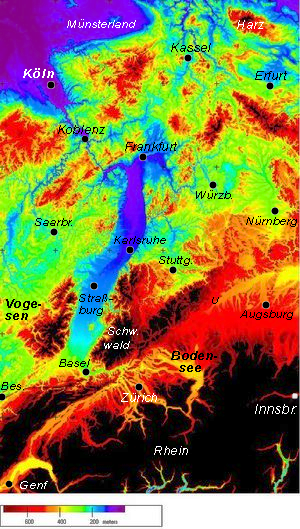
Hornorýnská nížina je to modré uprostřed. (na mapě jsou nejnižší oblasti fialově a modře a ty nejvyšší červeně a černě)

Celá nížina je jeden geologický zlom a začala vznikat před 50 miliony lety. Nejnižší místo v nížině se nachází až na severu v nadmořské výšce 90 m. Směrem na jih nížina pozvolná stoupá a na úplném jihu je její nejnižší místo až v 200 m n. m. Nížinu obklopují z obou stran hory, které jsou čím dál víc na jih čím dál vyšší, zatímco na úplném severu nížiny jsou okolní hory vysoké maximálně 500 m n. m., tak na nejjižnější části nížiny mají okolní hory na západě až 850 m n. m. a na východě až 1000 m n. m. Celá nížina je náchylná k zemětřesením a slabá nic nepoškozující zemětřesení do 3 stupňů Richterovy stupnice se objevují každých pár měsíců. Průměrně jednou za 10 let se objevují zemětřesení dosahující až 5. stupně Richterovy stupnice. V celé nížině se rozkládají pole a listnaté lesy.

## Geologie
Hornorýnská nížina je z geologického hlediska příkopová propadlina, Vznikla ve třetihorách a leží mezi Vogézami a Schwarzwaldem. Byla zaplněna mořskými, jezerními a říčními sedimenty a spraší. V severní části nížiny trvá pokles dodnes. Jižním pokračováním Hornorýnské nížiny je rhônský prolom, který odděluje centrální masiv francouzský od Alp. V předpolí švýcarské jury je vyplněn glaciálními (ledovcovými), fluviálními (říčními) a fluvioglaciálními sedimenty.
Parametry

Zlomová linie v Evropě

- Protažení zemské kůry ve směru ZSZ – VSV od 6 do 8 km.

- Boční posun levobřežního území Rýna na jihozápad, pravděpodobně <5 km.

- Pokles zemského povrchu v prolomu činí přibližně 4 km a prolom je zcela zaplněn sedimenty.

- Vyklenutí hranice zemské kůry a zemského pláště od počátečních 30 km na 25 až 26 km.

- Vyzvednutí bočních ramen prolomu do 2,5 km.

- Erodované horniny na ramenech prolomu až 1,5 km .

### Rýnský prolom
Rýnský prolom, který na západě a východě ohraničují rýnské zlomy, je jedním z ústředních úseků zlomové zóny, která probíhá od Severního moře až po západní Středomoří (z oblasti Mjösenského jezera v Norsku až do Středomoří). Příčinou vzniku prolomu bylo značné tahové napětí mezi zemskou kůrou a zemským pláštěm, které vedlo k roztahování zemské kůry a také k jejímu ztenčení. Proto zemský povrch v oblasti prolomu klesal. Naproti tomu se hranice zemské kůry a zemského pláště pod prolomem vyklenula vzhůru. V oblasti rýnského prolomu se současně zvedaly oblasti západně a východně od prolomu. Vznikly Vogézy (Vogesen) a Černý les (Schwarzwald). Část výsledného reliéfu pak byla vyrovnána sedimentací do prolomu a současně erozí jeho vyzvednutých ramen.

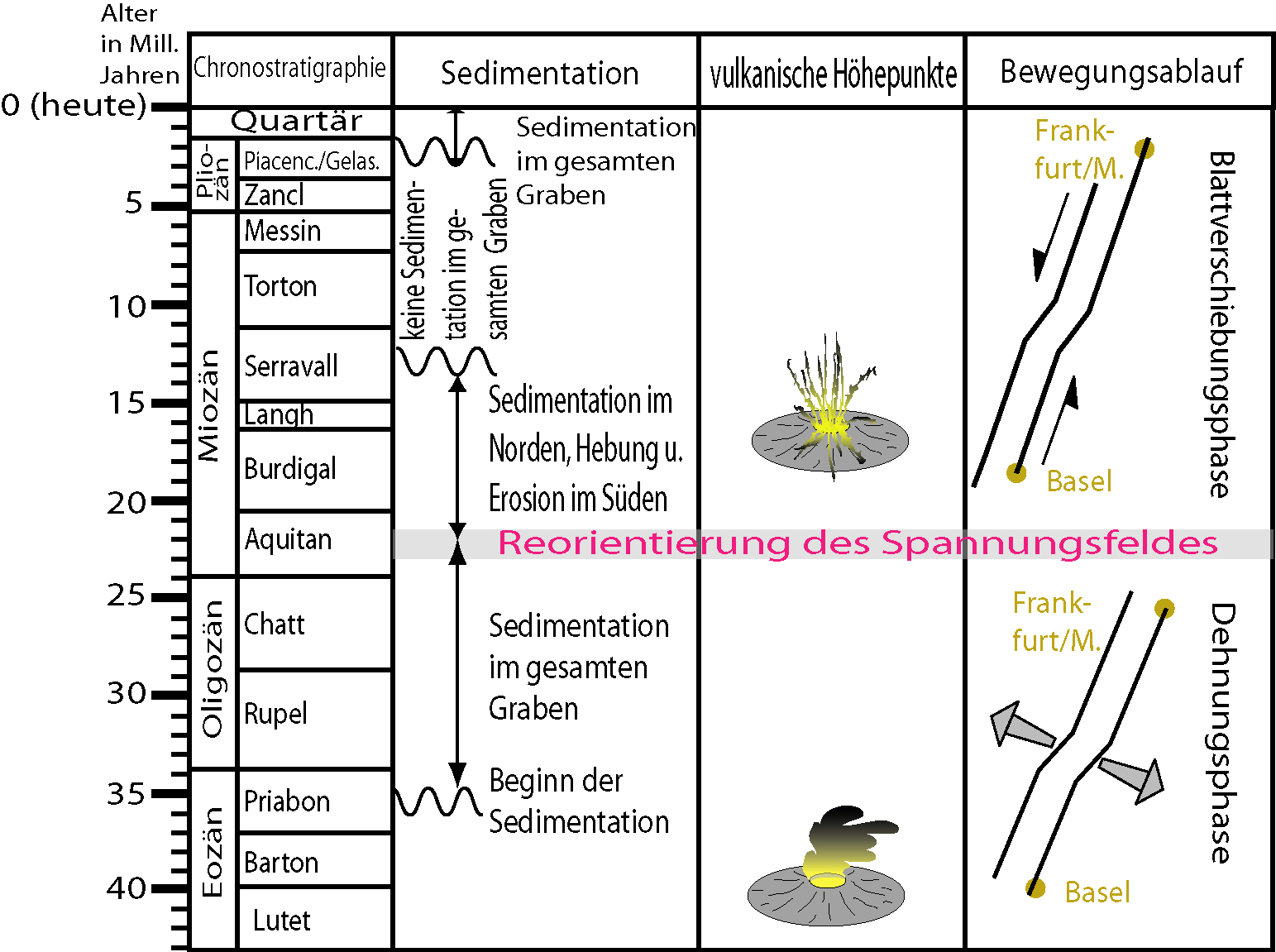
Znázornění vývojových fází rýnského prolomu

Rýnský prolom je třetihorního stáří a vznikal před více než 50 miliony let ve dvou fázích:
První fáze probíhala před padesáti až dvaceti miliony let. Ve střední Evropě docházelo k protahování území podle existujících původních zlomových linií. V celé délce prolomu mezi Frankfurtem a Basilejí došlo k poklesu zemského povrchu a k následnému ukládání sedimentů.
Naproti tomu byly okrajové oblasti prolomu vyzvednuty.
Při přechodu na druhou fázi bylo protahování území nahrazeno posunem. Oblasti západně od rýnského prolomu (Alsasko, Falc, Rýn Hesensko) se přesunovaly jihozápadním směrem. Další pokles prolomu probíhal již jen v oblasti severně od města Karlsruhe. Ostatní části prolomu včetně jeho okrajových ramen byly vystaveny zvedání a erozi. Posun je ještě dnes aktivní. V nedávné geologické minulosti se však velikost a orientace napětí v zemi mírně změnila, což způsobilo, že se sedimentace obnovuje v celé oblasti prolomu.

## Zemědělství
Hornorýnská nížina je velmi úrodná a má příznivé slunečné a teplé klima (zas tak příznivé ne, může tam být sucho, ale v Rýnu je vody na zavlažování dostatek) a tak se tu hodně pěstuje všechno možné, například chřest, švestky, třešně, jahody, různá zelenina, tabák, víno, kaštany. Dokonce tu mohou růst i typické středomořské stromy jako fíkovníky nebo mandloně. V této nížině byla nalezena i menší množství ropy a zemního plynu, oboje je ale dnes už téměř všechno vytěženo.

## Podnebí
Celou nížinou mají tendenci proudit teplé větry od jihozápadu (od Středozemního moře) a ty sem přinášejí teplo a v létě i sucho. Nejsušší a nejteplejší je západní část údolí a naopak nejnáchylnější k dešti je ta východní. Nejvyšší letní teploty dosahují okolo 35°C a nejsilnější zimní mrazy jsou na severu obvykle do -15 °C na jihu okolo -10 °C. Průměrné měsíční teploty jsou v celé nížině velmi podobné a prakticky stejné, lednová průměrná teplota je 1–3 °C a červencová 20–22 °C. Průměrné roční srážky dosahují 600 až 800 mm, na severu i méně než 600 mm.